# کوه آداکلو
کوه آداکلو (به لاتین: Mount Adaklu) یک کوه در غنا است که در منطقه اداکلو واقع شده‌است. کوه آداکلو ۵۸۰ متر بالاتر از سطح دریا واقع شده‌است.